# Soledad Miranda
Soledad Rendón Bueno, (Sevilla, 9 de juliol de 1943 - Lisboa 18 d'agost de 1970), coneguda com a Soledad Miranda, va ser una actriu andalusa que va destacar durant la dècada de 1960 i més especialment en els inicis de la dècada de 1970, quan va participar en diversos films dirigits per Jesús Franco.
Neboda de la ballarina flamenca Paquita Rico, va debutar al cinema amb només disset anys, en un petit paper al film La reina del Tabarín a les ordres del que després seria el seu gran director, Jesús Franco.
Els seus inicis al cinema van passar gairebé inadvertits, tot i que va participar en una vintena de pel·lícules que incloïen des de comèdies de l'època, fins a spaghetti-westerns i peplums rodats a Itàlia. La seva carrera canviaria radicalment quan Jesús Franco va tornar a creuar-se en la seva vida i li va proposar d'interpretar el paper principal femení a El conde Drácula (1970) al costat de Cristopher Lee.
Tot seguit, va protagonitzar diverses pel·lícules en què el component eròtic, vampíric i de terror la convertirien en una de les muses d'aquest gènere. Era una època en què a l'Estat Espanyol la censura impedia el visionat de qualsevol nu femení, de manera que molts d'aquests films no es conegueren pel públic espanyol fins després de la mort del dictador. Algunes d'aquestes cintes, com Las Vampiras (1970), es rodaren en doble versió —l'espanyola suprimia tots els nus— i Soledad apareixia en els crèdits per a les versions europees amb el pseudònim de Susan Korda. A aquest grup pertanyen títols com Eugenie De Sade (1970), Les cauchemars naissent la nuit (1970) i Sex Charade (1970). En el seu darrer film, titulat El diablo que vino de Akasawa (1970), una barreja d'aventures i terror, Miranda interpretava el paper d'una espia anglesa que apareixia esplèndida protagonitzat un llegendari i striptease en una performance de cabaret. Dona d'aparença feble, el seu físic desprenia una barreja de dolcesa i erotisme capaç de mutar la seva inicial imatge d'innocència en la més inquietant de les perversitats.
Es va casar el 1967 amb l'industrial portuguès José Manuel de Conceiçao Simoes, un antic pilot de curses automobilístiques i rallies, provador de nous prototips esportius, entusiasta del món del motor.
Soledad Miranda va morir en un accident de cotxe a les carreteres de Portugal a l'edat de vint-i-set anys.

## Filmografia
- La bella Mimí (1960) — Primera ballarina
- La reina del Tabarín (1960) — Duquessa (no surt als crèdits)
- Ursus (1960) — Fillide
- Canción de cuna (1961) — Teresa
- The Castilian (1962) — Maria Estevez
- Eva 63 (1963) — Soledad
- Pyro (1963) — Liz Frade
- Cuatro bodas y pico (1963)
- Bochorno (1963)
- Las hijas de Helena (1963) — Mari Pó
- Los gatos negros / A canção da Saudade (1964) — Babá
- Un día en Lisboa (1964) - Herself
- A Canção da Saudade (1964) - Babá
- Fin de semana (1964)
- Playa de Formentor (1964)
- Currito de la Cruz (1965) — Rocío
- Sound of Horror (1965) — Maria
- La familia y uno más (1965) — Patricia
- ¡Es mi hombre! (1966) — Leonor Jiménez
- Sugar Colt (1966) — Josefa
- Cervantes (1966) — Nessa
- 100 Rifles (1969) — Noia a l'hotel
- Estudio amueblado 2-P (1969) — Maribel
- Soltera y madre en la vida (1969) — Paloma
- Lola la piconera (1969) — Rosarillo
- Count Dracula (1970) — Lucy Westenra
- Cuadecuc/Vampir (1970) — Herself
- Nightmares Come at Night (1970) — Amiga del veí
- Sex Charade (1970) — Anna
- Eugénie de Sade (1970) — Eugénie de Franval
- Vampyros Lesbos (1970) — Comtessa Nadine Carody
- She Killed in Ecstasy (1970) — Mrs. Johnson
- The Devil Came from Akasava (1970) — Jane Morgan
- Juliette (1970, inacabada) — Juliette